# Konrad Bayer von Boppard
Konrad Bayer von Boppard (* in Château-Bréhain; † 20. April 1459 in Metz; Alternativschreibweise: Konrad Beyer von Boppard) war als Konrad II. von 1416 bis 1459 Bischof von Metz.

## Herkunft
Konrad entstammt der Familie der Bayer von Boppard, die Reichsschultheißen von Boppard waren und nach der Verpfändung Boppards an das Erzbistum Trier 1331 zu erblichen Burggrafen des Königshauses von Boppard wurden. Ein Zweig der Familie erwarb die lothringische Herrschaft Château-Bréhain. Er war der Sohn von Conrad Bayer von Boppard, Herr von Château-Bréhain und der Marie de Parroye. Der Metzer Bischof Dietrich Bayer von Boppard war sein Großonkel. Der Trierer Erzbischof Jakob I. von Sierck war sein Neffe.

## Bischof von Metz
Er war Primicerius in Metz und wurde 1415 von Papst Johannes XXIII. als Nachfolger von Raoul de Coucy, der Bischof von Noyon wurde, zum Bischof von Metz ernannt. 1415 verbündete er sich mit Ludwig, Herzog von Bar, gegen marodierende Söldnerscharen. 1422 schloss er ein Bündnis mit Herzog Karl II. von Lothringen. In dem um die Nachfolge Karls in Lothringen ausgebrochenen Konflikt stand er auf der Seite von Karls Schwiegersohn René I. von Anjou, mit dem er am 2. Juli 1431 in der Schlacht von Bulgnéville in Gefangenschaft geriet, aus der er erst am 4. September des Folgejahres nach Zahlung eines Lösegeldes freikam. Konrad nahm 1434 am Konzil von Basel teil. Ab 1438 war er der Statthalter Renés in Lothringen. 1444 ließ er die Burg Moyen erbauen. Er reiste 1450 nach Rom und bewirkte bei Papst Nikolaus V. die Ernennung seines Neffen, des Trierer Erzbischofs Jakob I. von Sierck, zum Koadjutor des Bistums Metz. Nach Jakobs Tod 1456 wurde Georg von Baden, der Konrad nach dessen Tod 1459 als Bischof von Metz folgte, Koadjutor. Konrad wurde in der Kathedrale von Metz beigesetzt.